# Перевись
Перевись (белор. Перавісь) — деревня в Ореховском сельсовете Малоритского района Брестской области Республики Беларусь.

## Происхождение
Впервые место Перовись и река Перовеска упоминаются в 1546 году.
Селение возникло на водоразделе между бассейнами рек Буг и Припять, поэтому название его (и реки Перовески) могло произойти по находившемуся здесь волоку; или, учитывая, что в раннем средневековье здесь стоял мытный пункт на торговых путях, — от слова «взвешивать».

## Население
- 2009 год — 32 человека
- 2019 год — 19 человек